# Pagurus bonairensis
Pagurus bonairensis är en kräftdjursart. Pagurus bonairensis ingår i släktet Pagurus och familjen eremitkräftor. Inga underarter finns listade i Catalogue of Life.